# María Elena Walshová
María Elena Walshová (1. února 1930 Ramos Mejía – 10. ledna 2011 Buenos Aires) byla argentinská básnířka, spisovatelka, dramatička a hudební skladatelka, známá zejména pro své písně a knihy pro děti. V roce 1948 odcestovala do Severní Ameriky na pozvání básníka Juana Ramona Jiméneze a poté se přestěhovala do Paříže, kde strávila čtyři roky počátkem 50. let 20. století. Do Argentiny se vrátila v roce 1956. Během vojenské diktatury (1976–83) byla v opozici, její píseň „Oración a la justicia“ (Modlitba za spravedlnost) se stala hymnou občanské pravice.

### Knihy pro dospělé
- Otoño imperdonable (1947)
- Apenas Viaje (1948)
- Baladas con Angel (1951)
- Casi Milagro (1958)
- Hecho a Mano (1965)
- Juguemos en el mundo (1971)
- La Sirena y el Capitán (1974)
- Cancionero contra el Mal de Ojo (1976)
- Los Poemas (1982)
- Novios de Antaño (1990)
- Desventuras en el País-Jardín-de-Infantes (1993)
- Hotel Pioho's Palace (2002)
- Fantasmas en el Parque (2008)

### Knihy pro děti
- La Mona Jacinta (1960)
- La Familia Polillal (1960)
- Tutú Marambá (1960)
- Circo de Bichos (1961)
- Tres Morrongos (1961)
- El Reino del Revés (1965)
- Zoo Loco (1965)
- Cuentopos de Gulubú (1966)
- Dailán Kifki (novel) (1966)
- Versos para Cebollitas (1966)
- Versos Folklóricos para Cebollitas (1967)
- Aire Libre (school book) (1967)
- Versos Tradicionales para Cebollitas (1967)
- El Diablo Inglés (1970)
- Angelito (1974)
- El País de la Geometría (1974)
- Chaucha y Palito (1977)
- Veo Veo (1984)
- Bisa Vuela (1985)
- Los Glegos (1987)
- La Nube Traicionera (1989)